# Doctor Octopus
Doctor Octopus je postava superpadoucha z komiksového světa Spider-Mana.
Další aliasy: Master Planner, Master Programmer
Vlastním jménem: Dr. Otto Günther Octavius
Vznik:  Nehoda při vědeckém experimentu
Dovednosti: Disponuje čtyřmi mentálně ovládanými ocelovými chapadly

## Historie & vznik
Doktor Otto Günther Octavius byl původně výjimečně nadaný vědec zabývající se jaderným výzkumem, dokonce vyučoval Petra Parkera na jednom z letních fyzikálních táborů. Výsledky jeho výzkumu však byly natolik nepřesvědčivé, že kromě výsměchu od kolegů se dočkal i konce financování svého projektu. Byl svými budoucími vynálezy natolik posedlý, že svůj výzkum přesunul do levnějších prostor a pokračoval v něm na vlastní pěst. Pro manipulaci s nebezpečnými látkami si vyrobil čtyři pomocné ocelové ruce (chapadla). Jeden z jeho experimentů však skončil mohutnou explozí, a Doc Ock byl vystaven radioaktivitě látek účastnících se reakce. Jeho psychika prodělala změnu, po níž se z Dr. Otty Octavia stal zákeřný padouch Doctor Octopus. Během výbuchu došlo rovněž k propojení ovládacího systému chapadel s doktorovým nervovým systémem, což mu umožňuje manipulovat chapadly se stejnou hbitostí jako vlastními končetinami.
Doc Ock (jak bývá často nazýván) většinou jedná podle dvou schémat - buď se snaží pokračovat ve svém výzkumu, který má v konečném důsledku vést k ovládnutí světa, a je nucen proto získávat finance nejrůznějšími nekalými způsoby, anebo se mstí za dřívější příkoří. Neuznává nadřazenost žádné autority, ačkoli občas krátkodobě pracuje pro některého z bossů organizovaného zločinu. Je jedním z nejklasičtějších Spider-Manových nepřátel, poprvé se objevil už ve Spiderman 2. Od té doby se i přes několik pauz a domnělých smrtí objevil ještě mnohokrát, a to i v jiných řadách nakladatelství Marvel comics.